# Neal Caffrey
 (juin 2012).
Si vous disposez d'ouvrages ou d'articles de référence ou si vous connaissez des sites web de qualité traitant du thème abordé ici, merci de compléter l'article en donnant les références utiles à sa vérifiabilité et en les liant à la section « Notes et références ».
Pour les articles homonymes, voir Caffrey.
Neal Caffrey est l’un des deux protagonistes de la série télévisée FBI : Duo très spécial. Neal George Caffrey est un faussaire spécialisé dans la peinture, très habile à contrefaire des œuvres originales. Il est aussi très intelligent, malin, séducteur, manipulateur. Tout lui réussit jusqu'au jour où il est arrêté par Peter Burke. Il passe 4 ans en prison avant de s'enfuir pour retrouver sa petite-amie qui l'a quitté. Peter le retrouve et le renvoie en prison. Neal lui propose alors un marché : travailler pour le FBI pendant 4 ans. Il est interprété par Matt Bomer.

## Personnalité
Neal Caffrey est un personnage atypique. L’épisode pilote le présente comme un voleur d’œuvre d’art très cultivé, qui parle plusieurs langues (notamment japonais et un peu français) et aime vivre dans le luxe, avec un certain confort. Il profite d'ailleurs souvent de ses missions pour cela. 
Neal Caffrey est un personnage attachant, et sexy, selon la volonté des producteurs : « I wanted a guy who walked into a room and every head turned. Because this guy is elegant, and he’s sophisticated, and he’s smart and he loves the attention. »

## Relations amoureuses

### Kate Moreau: son grand amour
Kate Moreau (interprété par Alexandra Daddario) est le premier amour de Neal Caffrey. Ils se sont aimés intensément même si elle a rompu alors que le jeune homme était encore en prison. Leur amour naît alors que la jeune femme travaille pour Vincent Adler, le mentor de Neal. Elle est par ailleurs déjà engagée dans une relation et qu’elle s’apprête à quitter la ville avec son amoureux. Néanmoins, Neal lui fait tourner la tête et elle décide de rester. Cette jeune fille devient alors la complice de Neal. 
En début de saison 1, alors qu’il est devenu malgré lui le complice du FBI, Kate disparaît. Il est en effet assujetti à travailler en tant que consultant et agent infiltré avec l’agent qui l’a arrêté.
La disparition de la femme qu’il aime sera le fil rouge de la saison 1.
La saison 1 se termine par un événement qui bouleversera à jamais la vie du voleur d’œuvre d’art : l’explosion d’un avion dans lequel se trouvait Kate alors qu’elle était sur le point de retrouver Neal à la suite d'un échange avec leur ancien mentor, Vincent Adler. 
Neal ne se remettra jamais vraiment du décès de la jeune femme, pour laquelle il était prêt à changer de vie. Peu avant son arrestation, ils avaient en effet décidé de « se ranger » pour mener une vie heureuse. Neal révèle à Mozzie, son meilleur ami, que quand la jeune femme a disparu, il était sur le point de la demander en mariage et avait caché une bague à 2,5 millions de dollars dans ce but.

### Sara Ellis: Une histoire compliquée

#### Saison 1
Neal Caffrey, célèbre faussaire et arnaqueur, s'évade d'une prison placée sous haute surveillance trois mois avant la fin de sa peine de quatre ans. L'agent du FBI Peter Burke, ce même agent qui l'avait mis derrière les barreaux après l'avoir traquer pendant des années, le retrouve peu après au domicile de sa fiancée, Kate Monroe, seul, une bouteille de Bordeaux grand cru vide à la main. Avant d'être remis à la police, Neal remarque un fil sur la veste de Peter et lui propose de lui dire de quoi il s'agit si ce dernier lui rend visite au pénitencier.
Et c'est ainsi que commence la collaboration entre Neal et Peter. Neal sort de prison un traceur à la cheville sous la garde de Peter.
Neal est hébergé chez June, veuve d'un certain Bayron, arnaqueur lui aussi.
Mais pendant que Neal aide Peter à résoudre des enquêtes, il cherche également à retrouver Kate, probablement en danger. Il apparaît que son ravisseur, un agent des affaires internes, désire en guise de rançon une boîte à musique en ambre que Neal a prétendu voler (mais qu'il n'a pas en réalité).
À la fin de la saison, Neal, qui a réussi à déjouer la surveillance de Peter et à couper son traceur, remet la boîte à musique à l'agent Fowler et rejoint l'aéroport où Kate l'attend dans un avion prêt à décoller.
Malheureusement l'avion, et Kate à l'intérieur, explose.

#### Saison 2
Sara Ellis est un agent en assurance qui a souvent eu affaire au criminel au cours de sa carrière.
D’ailleurs, quand son personnage est introduit dans la série au cours de la saison 2, elle dit à Neal qu’elle se serait fait un plaisir de lui mettre la main dessus à l’époque pour l’incarcérer. Elle reconnait même qu’elle admirait les faux qu’il créait. Elle connait donc les techniques qu’il emploie pour tromper les Fédéraux.
Leur relation se transforme peu à peu en amitié mais c’est en réalité la résolution de l’enquête sur le décès de Kate qui fera évoluer peu à peu leur relation en relation amoureuse.
Quand elle apprend les liens qui unissaient Kate et Neal, elle accepte d’aider le beau voleur à faire toute la lumière sur l’assassinat de sa bien-aimée. Elle ira jusqu’en Amérique du Sud pour trouver de nouvelles pistes. Elle lui confiera à cette occasion que sa sœur a disparu et qu’elle n’a jamais su ce qui lui était arrivé.
Sara et Neal sont de plus souvent amenées à travailler ensemble sur des affaires, ce qui renforce leur complicité, ils commencent d’ailleurs une courte romance dans l’épisode qui précède la trêve hivernale, mais Neal embrasse Alex, avec qui il a frôlé la mort (épisode 16, saison 2 : Le Trésor de Priam).

#### Saison 3
Au début de la saison, Sara accepte d'oublier le baiser échangé avec Alex. Neal et Sara débutent donc une relation sérieuse. Leur relation amènera la jeune femme à mieux apprécier le monde de Neal, notamment quand, pour les besoins d'une enquête, ils mènent la grande vie avec un train de vie de millionnaire. 
Néanmoins, Sara affirme à Neal que jamais elle ne sera prête à changer de vie et à enfreindre la loi, même pour lui. 
D'ailleurs, c'est le passé de Neal et son attrait pour la criminalité qui mettra fin à leur histoire. En effet, depuis le début de la saison 3, Neal cache le trésor du sous-marin subtilisé au FBI à la fin de la saison 2, et elle le découvre.
Sara décide alors de rompre avec lui, mais elle accepte de garder le silence afin que son ex ne soit pas arrêté à nouveau.

#### Saison 4
Après sa fuite à la fin de la saison 3, Neal et Mozzie se sont exilés sur une île. Peter fait tout pour le retrouver car un agent a été spécialement engagé pour l'attraper. De plus Sara est déçue que Neal ne l'ait pas prévenue de sa fuite.
Durant cette saison, Neal cherche à retrouver son père avec l'aide de Mozzie mais aussi d'Ellen, une vieille amie de Neal qui l'a élevé. Elle lui apprend que son père était un flic corrompu ce qui déplaît à Neal. À la fin de la saison, il apprendra finalement que Sam est son père.
Au fil de la saison, Neal et Sara reprennent une relation amoureuse, sans que celle-ci ne soit officialisé avant l'épisode 14. Dans ce même épisode, on apprend que Sara est nommé à la direction de la filiale londonienne de Sterling Bosch. Dans le dernier épisode de la saison, après une demande en mariage simulée afin d'accéder au sommet de l'Empire State Building, Sara et Neal s'embrassent en guise d'adieu. Sara s'envole pour Londres sans que soit précisé s'ils continuent d'entretenir une relation. 